# Sessenheim
Sessenheim är en kommun i departementet Bas-Rhin i regionen Grand Est (tidigare regionen Alsace) i nordöstra Frankrike. Kommunen ligger i kantonen Bischwiller som tillhör arrondissementet Haguenau. År 2022 hade Sessenheim 2 309 invånare.

## Befolkningsutveckling
Antalet invånare i kommunen Sessenheim
| Referens: INSEE |

## Bildgalleri

Sessenheim
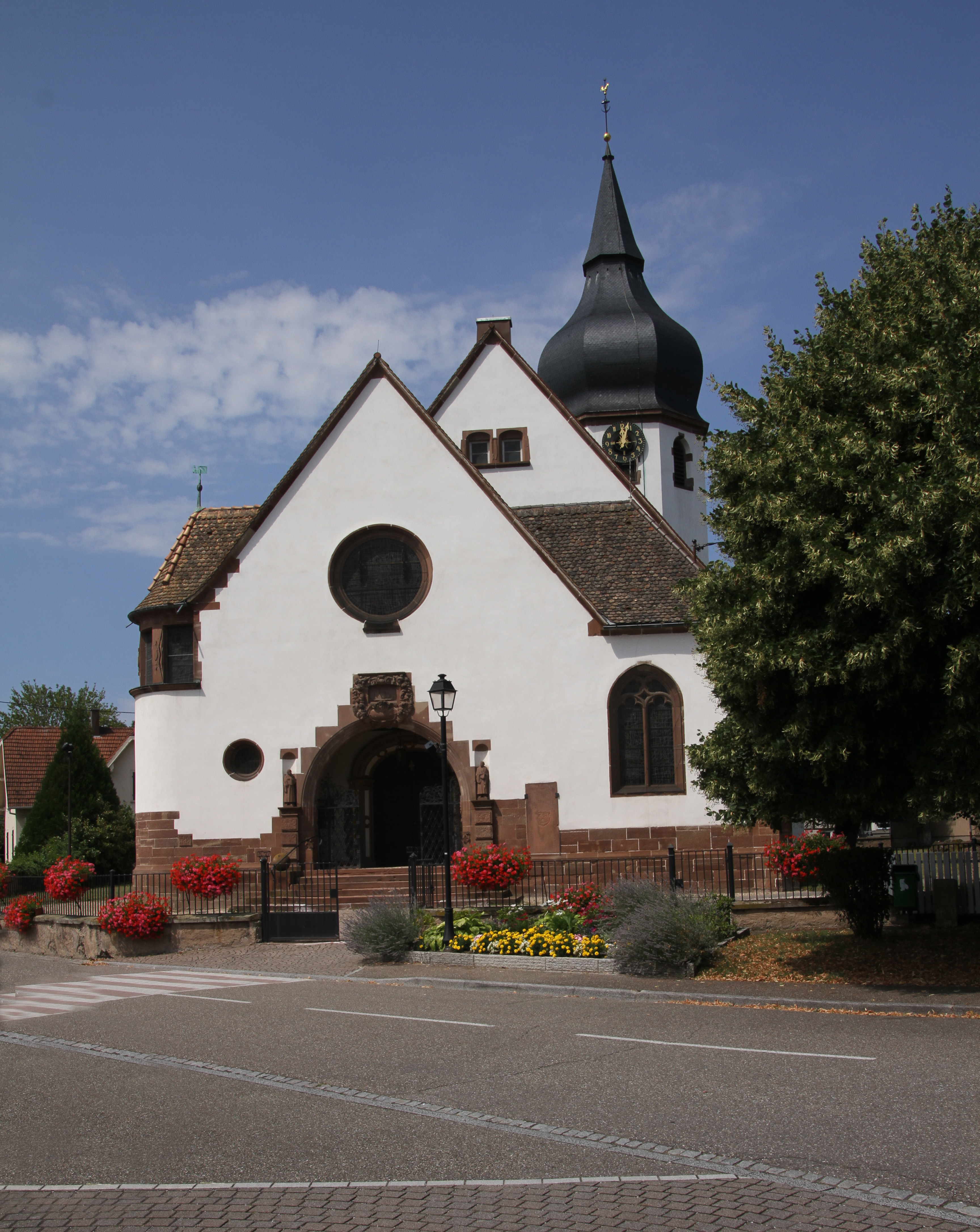
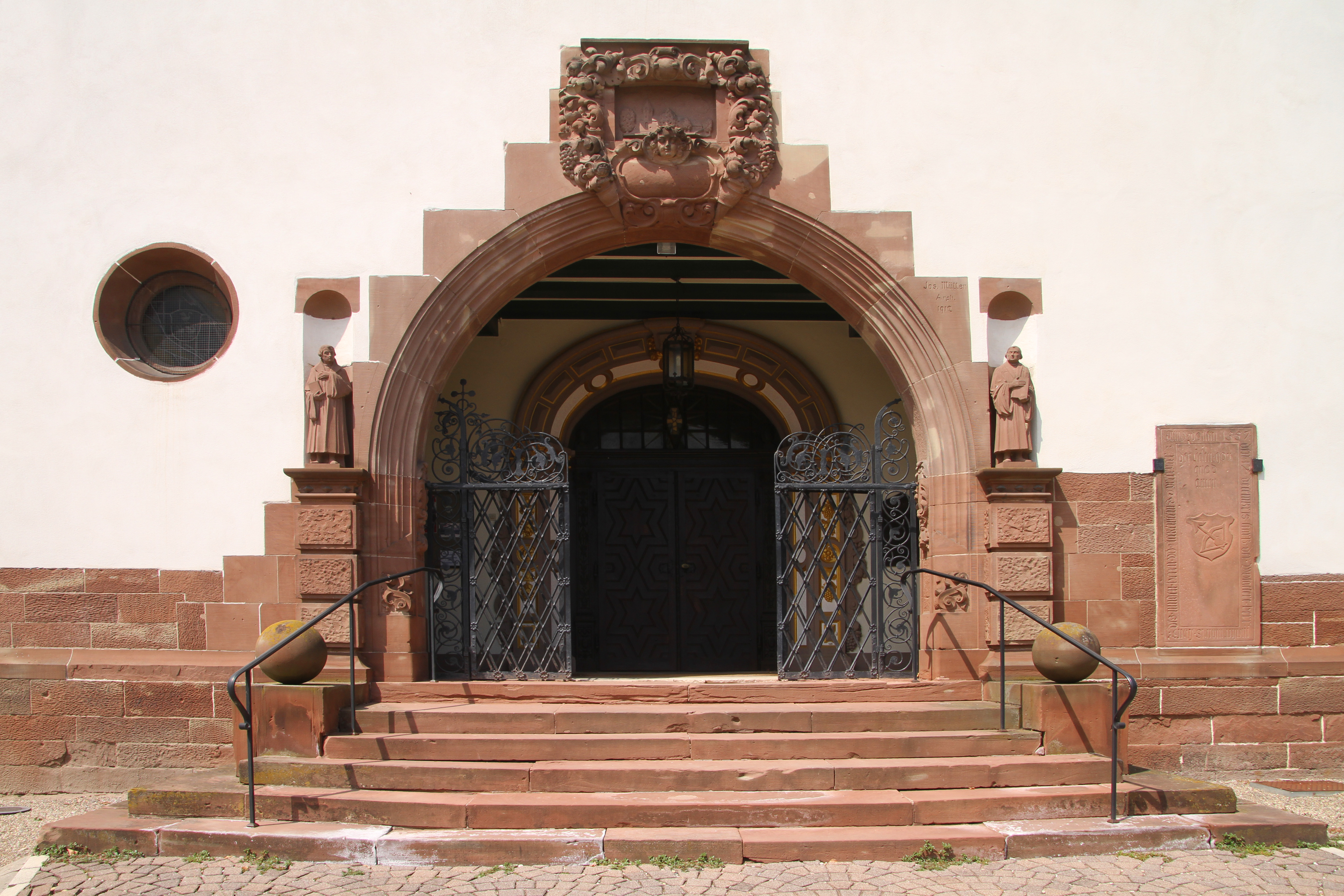
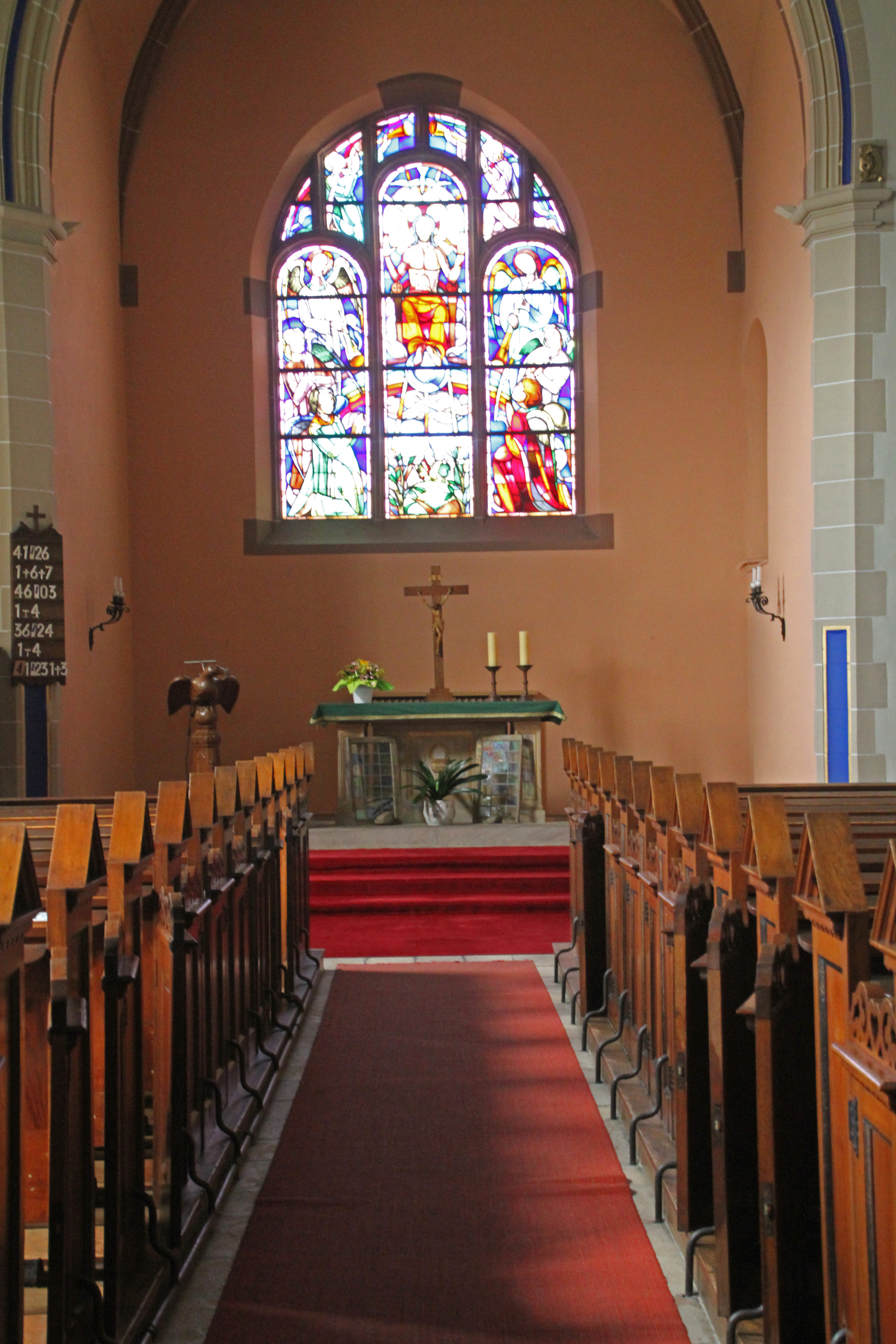
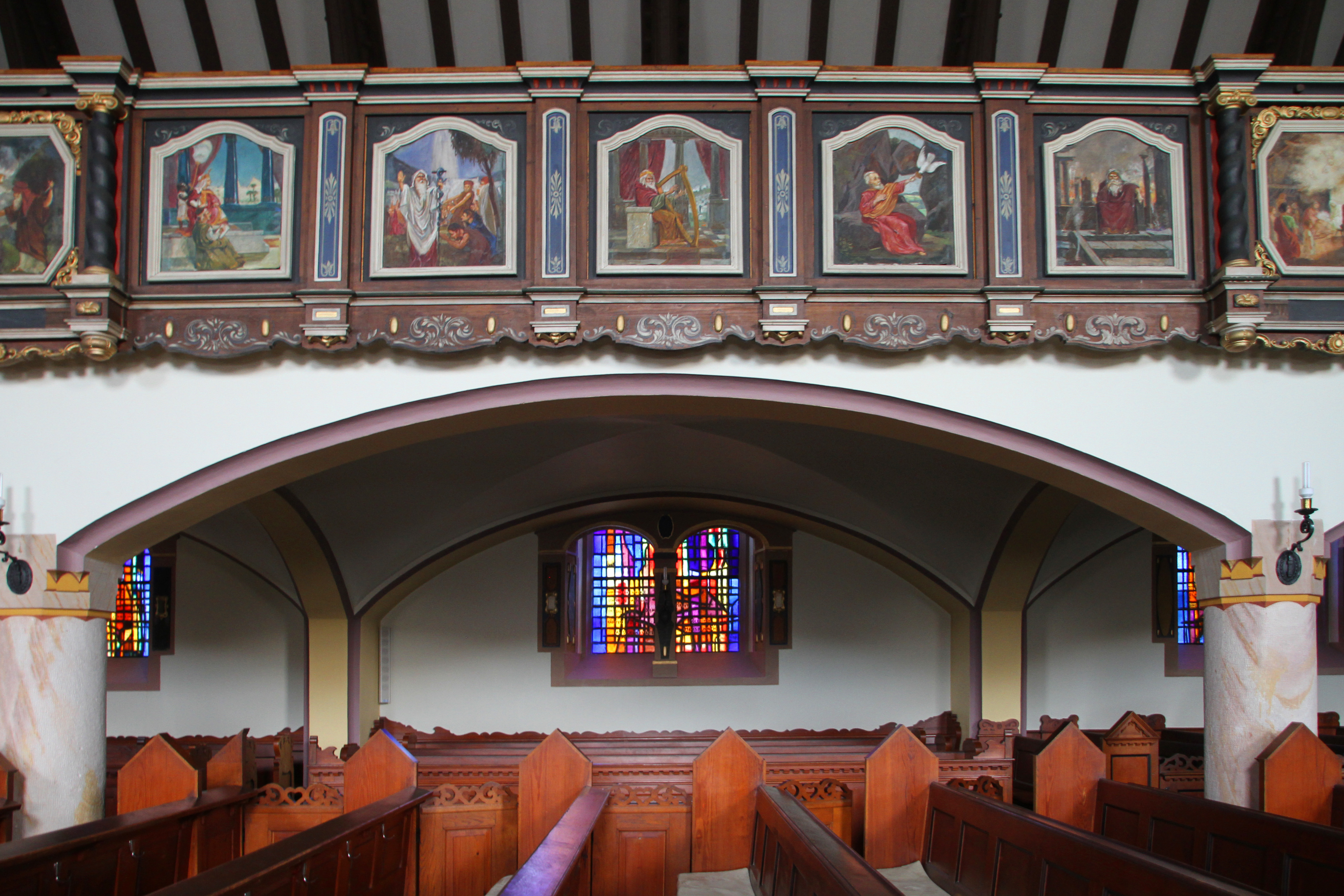
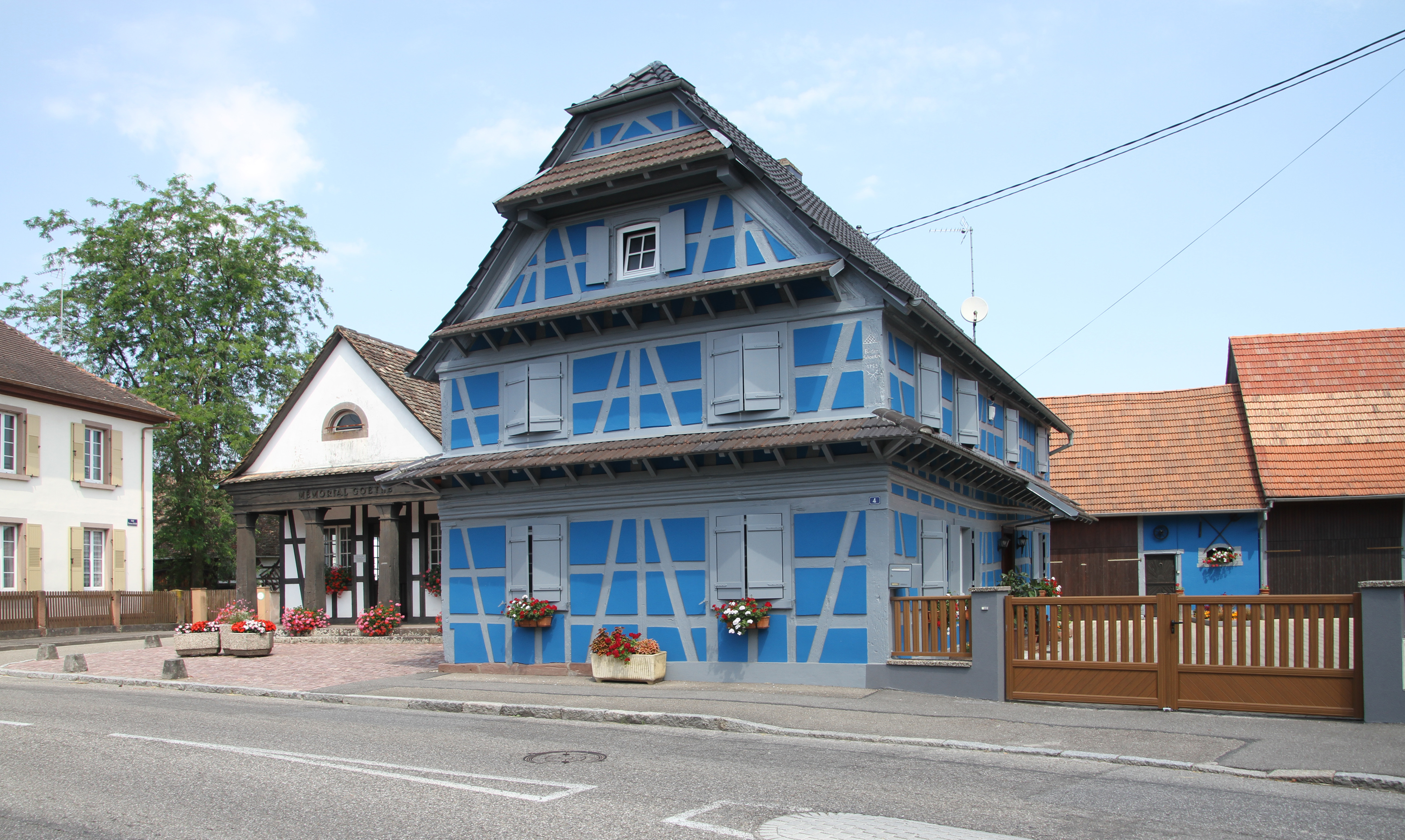
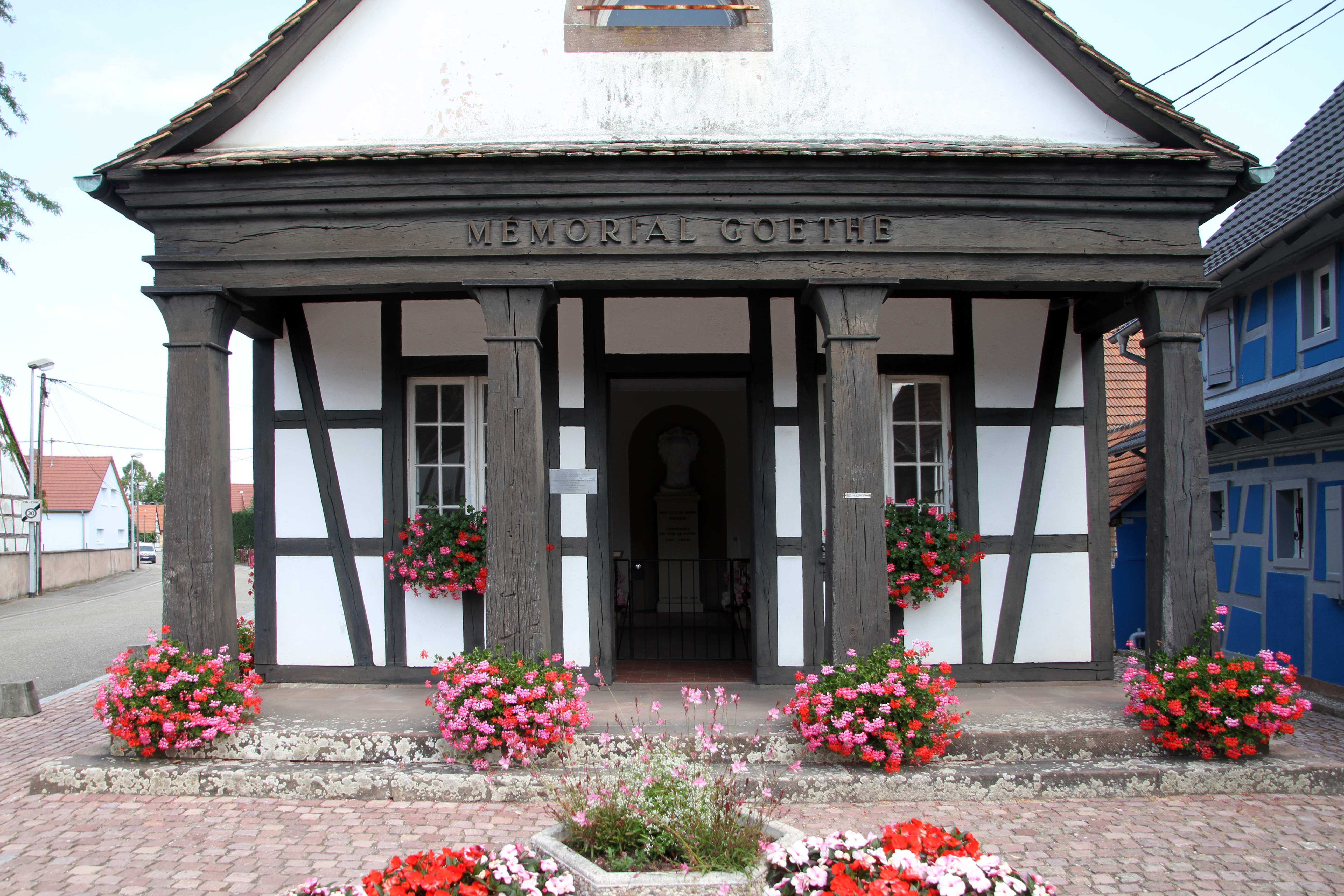
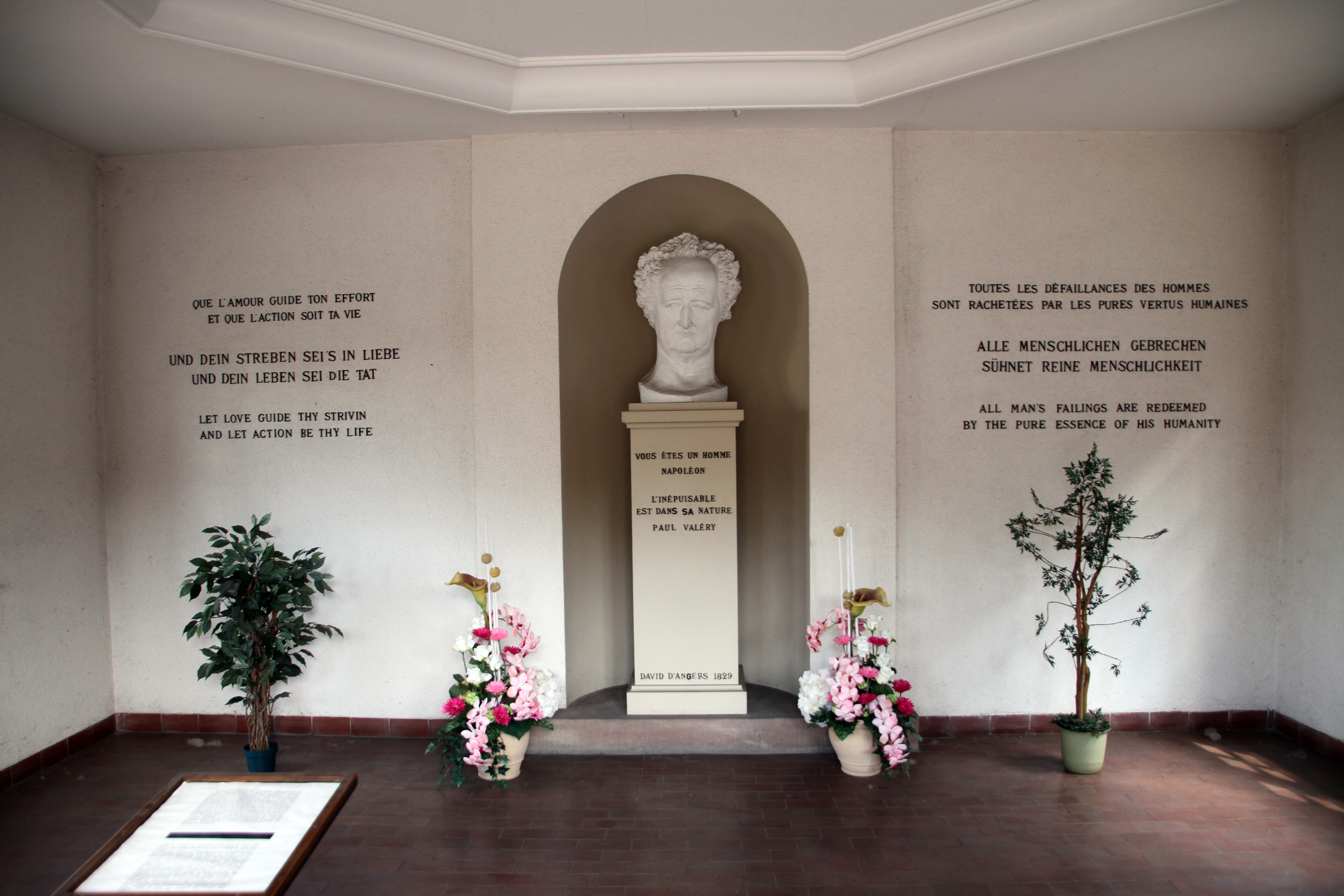
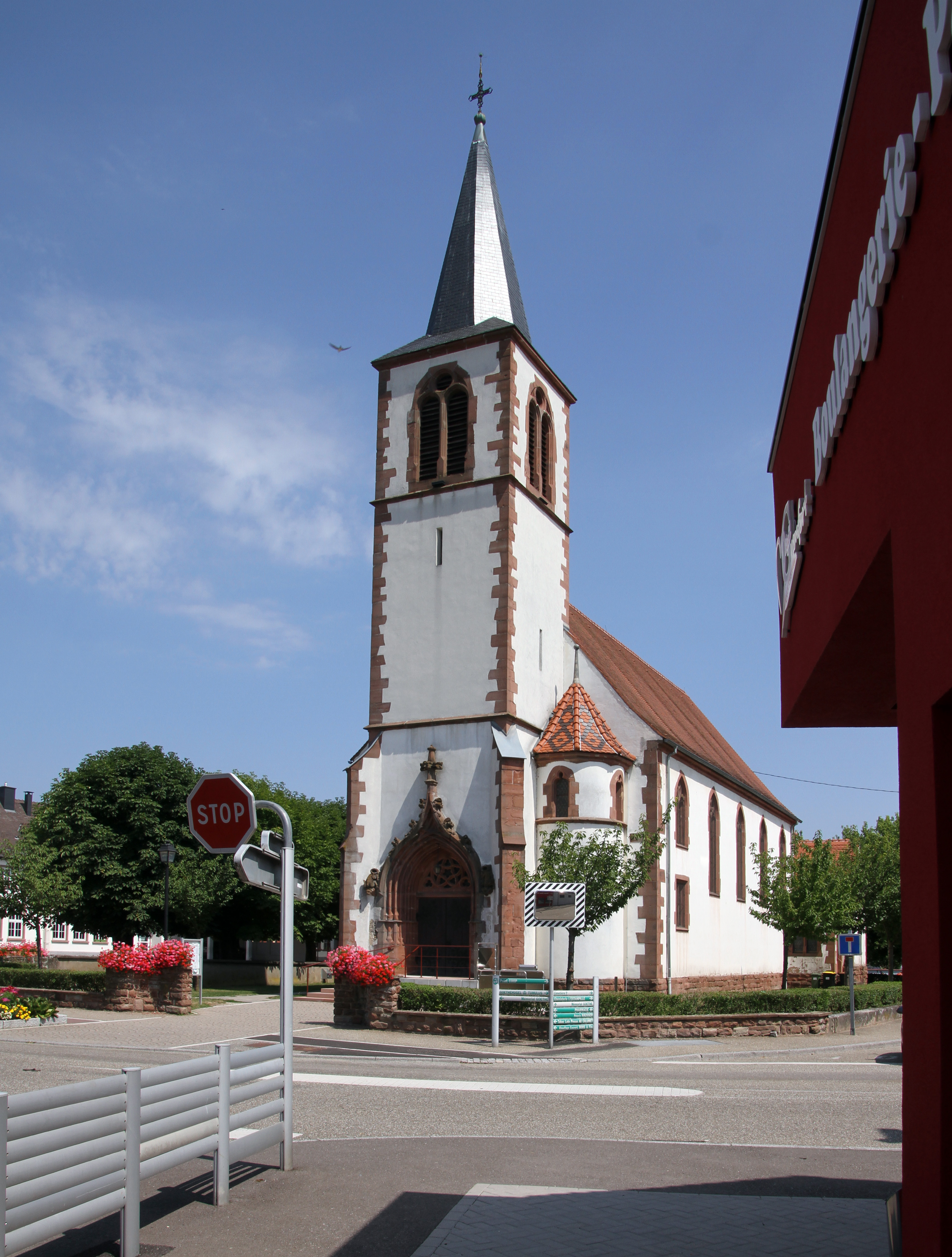